# Naveen
Naveen Naveen Malik (ur. 21 listopada 2002) – indyjski zapaśnik walczący w stylu wolnym. Zajął piąte miejsce na mistrzostwach świata w 2022 roku. 
Złoty medalista igrzysk wspólnoty narodów w 2022. Brązowy medalista mistrzostw Azji w 2022 i piąty w 2020. Ósmy w Pucharze Świata w 2020. Trzeci na MŚ U-23 w 2023. Pierwszy na mistrzostwach Azji U-23 w 2022 roku.